# عدم اختلاط رنگ‌ها

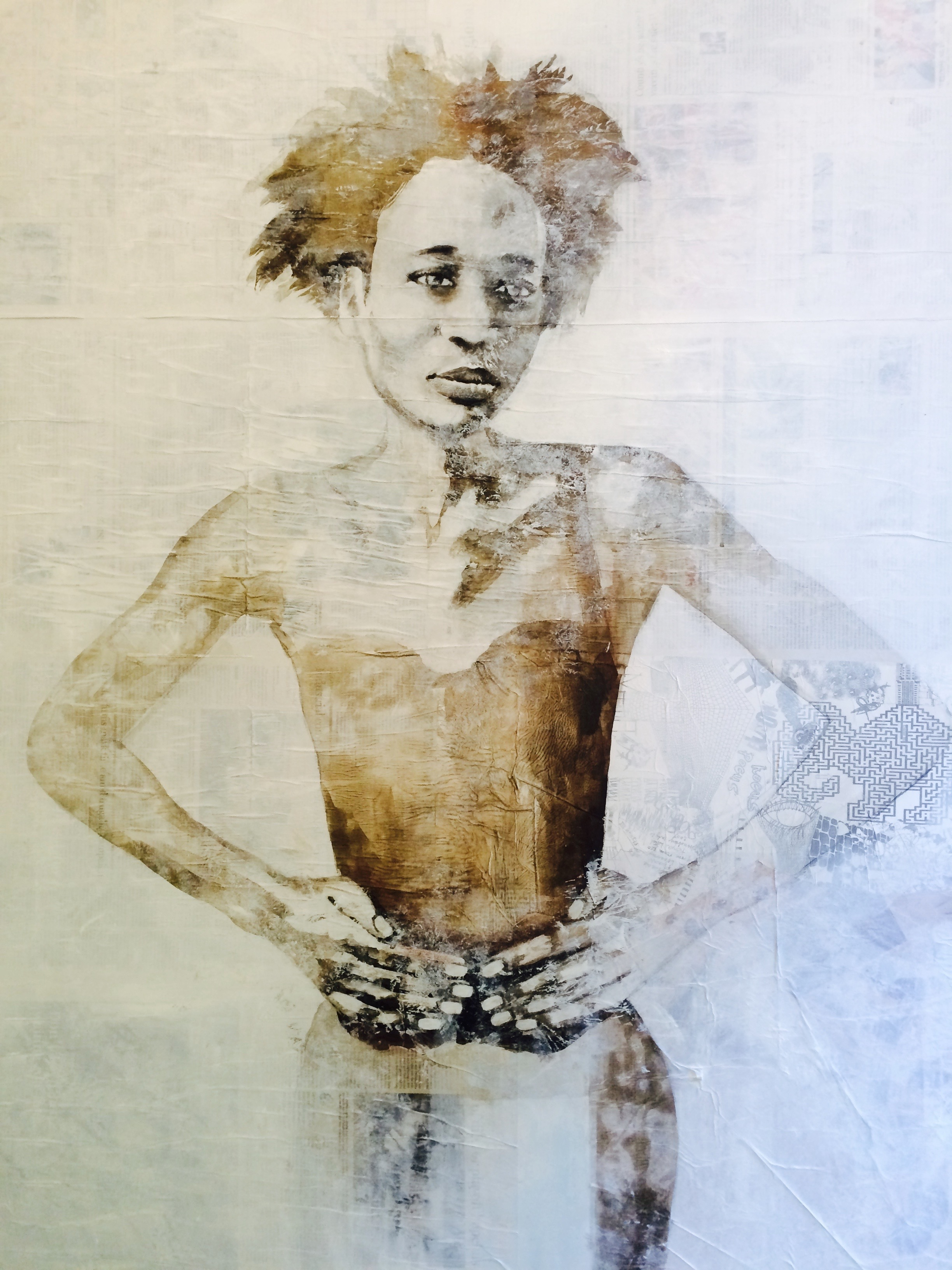
تصویر

عدم اختلاط رنگها در هنر متضاد اختلاط رنگهاست است. به جای اینکه یک تصویر از همه یا بخش‌های تصاویر موجود ساخته شود، به وسیلهٔ برش، چیدن یا حذف کردن به روشی دیگر، تکه‌هایی از یک تصویر اصلی، ساخته شده‌است. واژه فرانسوی Decollage عیناً به انگلیسی ترجمه می‌شود به عنوان «برخاستن» یا «چسبیده شدن» یا «ثابت شدن». مثالهای عد اختلات رنگها شامل اترسایسمنت و تکنیک «قطع کردن» است. یک تکنیک مشابه ،پوستر پاره است که پوستری که در آن یک پوستر بر روی پوستر یا پوسترهای دیگر قرار گرفته‌است و پوستریا پوسترهای بالایی پاره‌پاره شده‌اند، به صورت مشخص با درجه بیشتر یا کمتر پوسته یا پوسته‌ها در زیر.

## شاغلین عدم اختلاط رنگها
یک شاغل مهم در عدم اختلاط رنگها، ولف وستل بود. ولف وستل در سپتامبر ۱۹۵۴ در لی فیگارو برای توصیف صعود و سقوط هواپیما به کلمه عدم اختلاط رنگها توجه کرد. او این کلمه را به اشاره به فلسفه زیبایی شناسی اختصاص داد، همچنین برای ایجاد اجراهای زنده آن را به کار برد، مفهوم کارعدم اختلاط رنگها مربوط به ،De-coll/age وستل بود و در سال ۱۹۵۴ شروع شد، یک نیروی دیداری که مقادیر کهنه را تجزیه می‌کند و آن‌ها را با تفکر به عنوان عملکرد عقب مانده از رسانه جایگزین می‌کند. او همچنین رویدادهایش را رویداد عدم اختلاط رنگها نامید.
مشهورترین هنرمندان تکنیک عدم اختلاط رنگها در فرانسه، مخصوصاً در زمینه پوسترهای پاره، فرانکویس دوفرن، جکوس ویل گل، میمو روتلا و ریموند هینز هستند. ریمون هینز، پوستر پاره را به عنوان یک مداخله هنری که به دنبال انتقاد از تکنیک تبلیغاتی نوظهور آگهی هاست به کار برد. اختلاط رنگهای او، تبلیغات را نابود کرد اما باقی‌مانده اش را برای تفکر عامه مردم باقی گذاشت. بیشتر این هنرمندان به‌طور مشترک کار کردند و قصدشان ارائه آثار هنریشان در شهر پاریس، به‌طور ناشناس بود. این چهار هنرمند بخشی از یک گروه بزرگتر در دهه ۱۹۶۰ بودند که رئالیزم جدید نامیده شد، پاسخ پاریس به جنبش هنری پاپ آمریکایی. این غالباً یک گروه پاریسی بود (که شامل کلین و کریستو می‌شد و با کمک منتقد رستانی ایجاد شد)، گرچه روتلا ایتالیایی بود و بعد از تشکیل گروه به ایتالیا برگشت. بعضی از شاغلین اولیه، به دنبال این بودند که پوستر تخریب شده را از محیط اصلیش بیرون بکشند و آن را به حوزه شاعری، عکاسی یا نقاشی ببرند. پوسترهای پاره ارتباط نزدیکی با عمل حفاری ریکارد گنووس دارند. هنرمندان معاصری که تکنیکهای عدم اختلاط رنگها مشابه را به کار می‌گیرند، مارک برد فورد، میکل ویوانی و برین دتمر که یک روش جدید را با استفاده از حذف موارد از کتابها، پشت سرگذاشتن انتخاب تصاویر و متن برای شکل دادن کولاژهای مجسمه ای، به کار می‌برند. همچنین فیز فیلد گرس که یک هنرمند انگلیسی است که تصاویر عکاسی دیجیتال تزئین شده با تکثیر بر روی کانورسیشن گرید ژاپنی یا پیپر مولبری نازک، که تکه‌تکه شده و به برای نشان دادن دیگر لایه‌های مولد تصاویر سه بعدی عقب پیچیده شده‌است. عدم اختلاط رنگها عموماً در زبان فرانسوی برای اشاره به هوانوردی به کار می‌رود. (مثل زمانیکه هواپیما از زمین بلند می‌شود). اخیراً این واژه در پرواز هوایی به کار می‌رود: صفحه وب برای ESA استفاده از آن را معادل " داریم بلند می‌شویم " در یک مرکز پرتاب ناسا، نشان می‌دهد.

## دور انداختن
دور انداختن (از فرانسه، dechirer برابر با پاره کردن) یک سبک هنری است که از کاغذ برای ساختن یک چهل تکیه سه‌بعدیاستفاده می‌کند. این یک فرم عدم اختلاط رنگها است که تصویر اصلی را از طریق برش، تفکیک و لایه برداری از نظر فیزیکی از هم جدا می‌کند. رومیر بردن (۱۹۸۸–۱۹۹۱ (هنرمند آفریقایی-آمریکایی کولاژ، دور انداختن را به عنوان بخش مهمی از نقاشیهای اکسپرسیونیست انتزاعی به کار برد. اولین نمایش عمومی دور انداختن عکاسی، (پاره کردن لایه‌های عکس‌های دیجیتالی برای ایجاد یک تصویر سه بعدی مجزا) در  Art of Giving  بود. نمایشگاه در گالری ساعتچی در سال ۲۰۱۰ بود.
می‌توان استدلال کرد که deliage یک فرم از عدم اختلاط رنگها است که با حذف اولیه اجزای اصلی یک مجله ساخته شده‌است

## ادبیات
- Phasen. Jürgen Becker und Wolf Vostell, Galerie Der Spiegel, Köln 1960.
- TPL, François Dufrêne, Alain Jouffroy, Wolf Vostell, Verlag Der Kalender, Wuppertal 1961.[۷]
- Dufrene, Hains, Rotella, Villegle, Vostell: Plakatabrisse aus der Sammlung Cremer, Staatsgalerie Stuttgart, 1971
- Ulrich Krempel: Nouveau Réalisme. Revolution des Alltäglichen, Hatje Cantz Verlag, Ostfildern 2007, ISBN 978-3-7757-2058-8
- Pierre Restany: Manifeste des Nouveaux Réalistes. Éditions Dilecta, Paris 2007
- Wolf Vostell. Dé-coll/age, Editorial Pintan Espadas No.10, 2008, ISBN 978-84-7796-165-9
- Raymond Hains. Akzente 1949–1995. Ritter-Verlag, Klagenfurt 1995, ISBN 3-85415-180-2
- Dé-coll/age und Happening. Studien zum Werk von Wolf Vostell, Ludwig, Kiel 2012, ISBN 978-3-86935-145-2
- Klaus Gereon Beuckers und Hans-Edwin Friedrich: dé-coll/age als Manifest, Manifest als dé-coll/age. Manifeste, Aktionsvorträge und Essays von Wolf Vostell, = neoavantgarden, Bd. 3, edition text + kritik: München 2014, ISBN 978-3-86916-260-7.[۸]
- Poesie der Grossstadt. Die Affichisten. Bernard Blistène, Fritz Emslander, Esther Schlicht, Didier Semin, Dominique Stella. Snoeck Verlag. 2014. ISBN 978-3-9523990-8-8